# Anita Traversi
Anita Traversi, née le 25 juillet 1937 à Giubiasco (Tessin) et morte le 25 septembre 1991 à Bellinzone, est une chanteuse suisse.

## Biographie
En 1960 et 1964, elle a représenté la Suisse au Concours Eurovision de la chanson. Avec Cielo e tera, elle a terminé seulement 8e sur 13 participants.
Quatre ans plus tard avec I mai pensieri, elle a été dernière avec 0 point, ex æquo avec l'Allemagne, le Portugal et la Yougoslavie.
Anita participa également à la sélection nationale suisse de 1956, 1961, 1963, 1967 (classements inconnus) et 1976 (avec deux chansons terminant 7e et 9e). Elle représentait principalement la Suisse italienne.